# Calamoncosis occulta
Calamoncosis occulta är en tvåvingeart som först beskrevs av Becker 1911.  Calamoncosis occulta ingår i släktet Calamoncosis och familjen fritflugor. Inga underarter finns listade i Catalogue of Life.